# Лешочки манастир
Лешочкият манастир (на македонска литературна норма: Лешочки манастир) е православен манастир в диоцеза на Македонската православна църква – Охридска архиепископия. Разположен е северно от положкото село Лешок, Северна Македония, на шарпланинската височина Плоча. Към манастирския комплекс няколко църкви.

## Стар манастир
Най-старият храм е „Свети Атанасий“, така нареченият Стар манастир. Останките на храма се намират над калето на Лешок.

## „Свети Атанасий“
Католиконът „Свети Атанасий“ на новото място на манастира е от XIX век. Намира се на мястото на манастирския чифлик на средновековния манастирски комплекс. Църквата понася значителни щети по време на военния конфликт през 2001 година. Армията за национално освобождение контролира почти цяла Северозападна Македония и води престрелки с македонските правителствени сили. Македонското население в смесените райони започва да се изтегля от зоните в обсега на АНО. В тази напрегната обстановка албански екстремисти поставят експлозиви в главната църква на манастирския комплекс до село Лешок и на 21 август 2001 година взривяват до основи църквата. След подписването на Охридското споразумение обстановката в страната се нормализира и това дава възможност да се започне работата по възстановяването на църквата. С проектът по възстановяването на църквата в Лешок се заема Институтът за опазването на паметниците в Северна Македония. Към този проект се включва и Европейския съюз, който отпуска 430 000 евро. С тези пари се осъществи възстановяването на църквата със същите камъни, които са използвани при първоначалния ѝ строеж. Всички те са номерирани и сортирани от Македонския институт за паметниците, който осъществи проекта. С парични средства се отзовава и Норвегия. Европейската агенция за възстановяване отпуска допълнителни средства на Македонския институт в размер на 150 000 евро, с които ше бъдат реставрирани и консервирани 392 m2 стенописи в църквата. След четири години, на 23 юли 2005 година, църквата „Свети Атанасий“ е преосветена и отново открита за богослужения.

## „Успение Богородично“
Втората църква „Успение Богородично“ или „Света Богородица“ е двуапсидна църква от XIX век, изографисана от майстор Михаил Гюрчинов от Галичник в 1849 г. при игумена Силвестър (1845 – 1860). Български възрожденски писател Кирил Пейчинович е игумен на манастира от 1818 до смъртта си в 1845 година и гробът му се намира до църквата „Света Богородица“.

## „Св. св. Кирил и Методий“
Църквата параклис „Св. св. Кирил и Методий“ се помещава в източната страна на южния корпус на манастира. Третата църква на манастирския комплекс е посветена на Лазар Хребелянович и е построена по югославско време между Първата и Втората световна война.
В 1929 година в Лешочкия манастир рисува видният български зограф Данаил Несторов.

## Галерия
- Лешочкият манастир в началото на XX век
- Църквата „Света Богородица“
- Иконостасът на „Света Богородица“
- Стенописи в „Света Богородица“